# Пахет

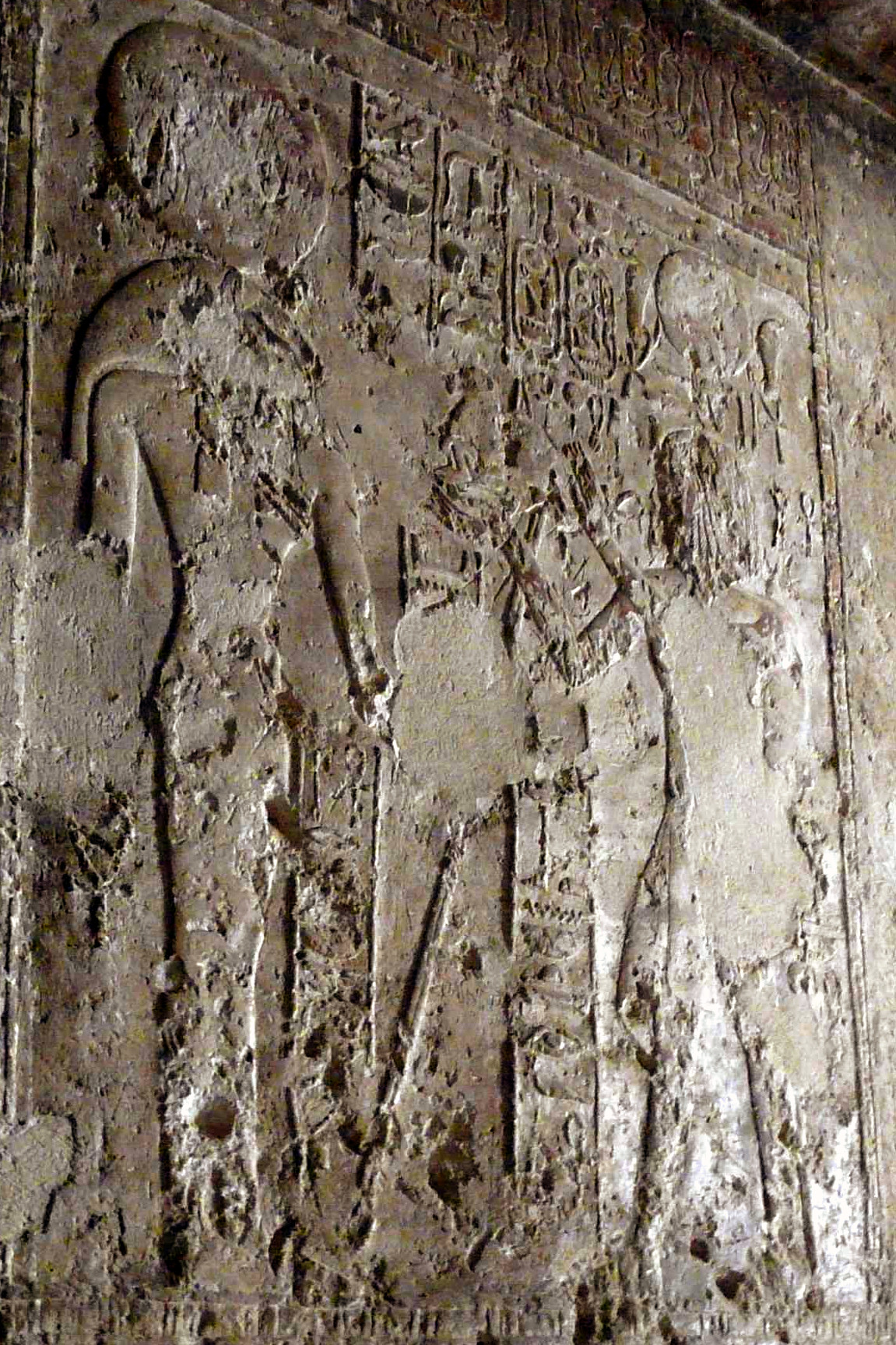
Хатшепсут і Пахет. Храм в Спеос Артемідос (Інет Шета).

Пахе́т — богиня-левиця у давньоєгипетській міфології. Її епітет — «володарка зірких очей та гострих кігтів». Часто ототожнювалася з іншими богинями-левицями. Ім'я Пахет означає «та, що дряпає», «руйнівниця», а також «та, що вириває». У період Нового царства вона стала з'являтися в свиті таких важливих божеств, як Амон і Нехбет.

## Образ і функції
Зазвичай Пахет зображувалася у вигляді жінки з головою левиці, в головному уборі, прикрашеному сонячним диском. Однак зображення Пахет не мають яких-небудь специфічних рис, які були б притаманні тільки цій богині. Дослідники вважають, що спочатку Пахет була дикою пустельною кішкою, а вже потім стала богинею-левицею.
Стародавні єгиптяни пов'язували цю богиню з сильними грозовими дощами, які часто обрушувалися на долину Нілу. Сила і лютість грози порівнювалася ними із самою богинею: «Та, яка відкриває шляхи грозового дощу». Як і всі богині-левиці, Пахет була безпосередньо пов'язана з військовою активністю.

## Поширення культу
Поблизу Бені-Хасана знаходиться печерний храм богині, який був вирізаний у скелі з вапняку. Це було зроблено під час правління царського подружжя, фараона Тутмоса III (XVIII династія) і Хатшепсут. Потім, завдяки завоюванню Олександром Македонським, він став називатися храмом Артеміди. Фараон Сеті I наказав стерти ім'я Хатшепсут і написати своє.
Також в районі Бені-Хасан було знайдено поховання для священних кішок, присвячене Пахет. Дана археологічна знахідка відноситься до періоду Пізнього царства.

## Культ Пахет
Культ Пахет був поширений в Бені-Хасані, де вона вважалася володаркою східної пустелі.
Досить широко були поширені різноманітні амулети і обереги із зображенням богині Пахет або її кігтів. Їх використовували, щоб забезпечити надійний захист і родючість. Богиня вважалася берегинею королівських поховань, об'єднуючись з Мут і Нехбет в трьохголове божество, яке захищало покійних від загроз.